# Радость (Оттава)

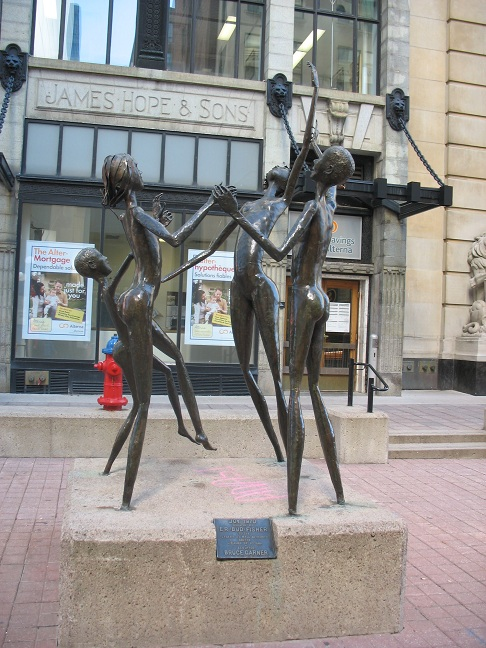
Радость

Радость, англ. Joy — медная скульптура на Спаркс-стрит в г. Оттава, скульптор Брюс Гарнер. Возведена в 1970 г.
Брюсу Гарнеру принадлежат и ряд других скульптур в Оттаве и других городах Канады, в том числе скульптура медведя, возведённая в нескольких метрах от «Радости».